# Clubiona canberrana
Clubiona canberrana là một loài nhện trong họ Clubionidae.
Loài này thuộc chi Clubiona. Clubiona canberrana được Charles Denton Dondale miêu tả năm 1966.